# سوسنة الصحراء

سوسنة الصحراء،

سوسنة الصحراء هي عربة متعددة الاستخدامات من إنتاج مؤسسة كادبي التابعة للجيش الأردني. تستخدم في الاستطلاع، العمليات الخاصة، حمل سلاح مضاد للدروع TOW، حمل أسلحة رشاشة من مختلف العيارات، حمل راجمة صواريخ، وتعقب القوافل العسكرية.